# San Francisco de Laishi
San Francisco de Laishi é uma cidade argentina localizada na província de Formosa. E a capital do departamento de Laishi.